# Strachy (serial telewizyjny)
Strachy – polski serial kostiumowy z 1979 roku w reżyserii Stanisława Lenartowicza. Adaptacja powieści Strachy Marii Ukniewskiej.
Zdjęcia powstały: na zamku Książ, w Kłodzku (sala widowiskowa Kłodzkiego Centrum Kultury, Sportu i Rekreacji), Wałbrzychu (wiadukt kolejowy nad ul. Niepodległości), Szczawnie-Zdroju, Jedlinie-Zdroju, Ciechocinku (Teatr Letni przy ul. Kopernika 3) oraz na stacji kolejowej Szklarska Poręba Górna.

## Opis fabuły
Film w barwny sposób ukazuje zza kulis środowisko aktorskie Polski dwudziestolecia międzywojennego XX w. Główna bohaterka pracuje jako girlsa (tancerka rewiowa) w teatrach i kabaretach, doświadczając zarówno sukcesów zawodowych, jak i upokarzających porażek i biedy.

## Obsada
- Izabela Trojanowska – Teresa Sikorzanka
- Krzysztof Chamiec – Zygmunt Modecki
- Emil Karewicz – tancerz Dubenko
- Mieczysław Hryniewicz – Mietek Radziszewski
- Barbara Gołaska – Linka Kłoskówna
- Joanna Rawik – podstarzała piosenkarka
- Jadwiga Gadulanka – ciotka Aniela
- Halina Buyno-Łoza –  gospodyni Teresy i Linki
- Lidia Wetta – tancerka Kama
- Halina Rasiakówna – tancerka Basia
- Erwin Nowiaszek – Żewuski
- Teresa Szmigielówna – matka Teresy
- Paweł Nowisz – ojciec Teresy
- Janusz Kłosiński – Diabolini
- Ewa Lejczak – Ola
- Zdzisław Kuźniar – komisarz policji
- Zbigniew Lesień – Witold Koterba, aktor grający w filmie
- Tadeusz Hanusek – aktor
- Danuta Mancewicz

## Tytuły odcinków
1. Szalejący teatrzyk
2. Na podbój świata
3. Gdzie oczy poniosą
4. Złota kurtyna